# Лісмак Феодосій Тимофійович
Феодосій Тимофійович Лісмак (1905, село Вербова, тепер Томашпільського району Вінницької області — ?) — український радянський і партійний діяч, 1-й секретар Турківського і Самбірського райкомів КП(б)У Дрогобицької області. Депутат Верховної Ради УРСР 2-го скликання.

## Життєпис
Народився в родині селянина. Тринадцятирічним юнаком наймитував у заможних селян, потім працював на залізниці. Набувши спеціальності слюсаря, перейшов працювати на Дніпропетровський завод «Червоний профінтерн».
Член ВКП(б) з 1929 року.
Працюючи на заводі, одночасно вчився у професійній школі, яку закінчив у 1930 році. Після закінчення профшколи навчався у Харківській вищій школі раціоналізації виробництва.
З 1933 року — технік-раціоналізатор машинобудівного заводу імені Шевченка в Червоноармійську (Вільнянську) та Запоріжжі. Обирався головою заводського комітету профспілки, секретарем заводського комітету КП(б)У.
Після захоплення Галичини Червоною армією, був присланий на партійну роботу в Турківський повіт. У 1940—1941 роках — 2-й секретар Турківського районного комітету КП(б)У Дрогобицької області.
Під час німецько-радянської війни служив політичним керівником роти в Червоній армії. Після одержання в боях кількох поранень і лікуванні в госпіталю був демобілізований з армії. Працював на керівній партійній роботі в Сталінградській області РРФСР.
У жовтні 1944 — грудні 1948 р. — 1-й секретар Турківського районного комітету КП(б)У Дрогобицької області.
У грудні 1948—1950 р. — 1-й секретар Стрийського районного комітету КП(б)У Дрогобицької області.

## Нагороди
- орден Трудового Червоного Прапора (23.01.1948)
- ордени
- медалі